# Atta Kouakou
Atta Kouakou, född 1945, död 17 november 2010, var en friidrottare från Elfenbenskusten. Han deltog vid olympiska sommarspelen 1968.